# Coupe MIUS de snooker 2010
La Coupe MIUS 2010 est un tournoi de snooker classé mineur, qui s'est déroulé du 28 au 31 octobre 2010 à la South West Snooker Academy de Gloucester en Angleterre. Le tournoi devait se tenir initialement à Offenbourg (Coupe de l'Ortenau), mais l'épreuve a été remplacée par la Coupe MIUS en raison des faibles ventes de tickets.

## Déroulement
Il s'agit de la dixième épreuve du Championnat européen des joueurs, une série de tournois disputés en Angleterre (7 épreuves) et en Europe continentale (5 épreuves), lors desquels les joueurs doivent accumuler des points afin de se qualifier pour la grande finale à Dublin.
L'événement compte un total de 131 participants, dont 128 ont atteint le tableau final. Le vainqueur remporte une prime de 10 000 €.
Le tournoi est remporté par Stephen Lee qui défait Stephen Maguire en finale par 4 manches à 2. Lee se déclare très satisfait de repartir avec le trophée, lui qui était mené 3 à 0 par Andrew Norman au 4e tour avant de retourner la situation.
Barry Pinches s'adjuge le tournoi "consolante" en battant Mitchell Mann 3 à 0 en finale.

## Dotation
La répartition des prix est la suivante :
- Vainqueur : 10 000 €
- Finaliste : 5 000 €
- Demi-finaliste : 2 500 €
- Quart de finaliste : 1 400 €
- 8èmes de finale : 1 000 €
- 16èmes de finale : 500 €
- Deuxième tour : 200 €
- Vainqueur du tournoi "consolante" : 1 500 €
- Finaliste du tournoi "consolante" : 500 €
- Dotation totale : 50 000 €

## Phases finales
|  | Quarts de finale au meilleur des 7 manches | Quarts de finale au meilleur des 7 manches | Quarts de finale au meilleur des 7 manches |                 |                | Demi-finales au meilleur des 7 manches | Demi-finales au meilleur des 7 manches | Demi-finales au meilleur des 7 manches |  |  | Finale au meilleur des 7 manches | Finale au meilleur des 7 manches | Finale au meilleur des 7 manches |
|  |                                            |                                            |                                            |                 |                |                                        |                                        |                                        |  |  |                                  |                                  |                                  |
|  |                                            | Stephen Lee                                | 4                                          |                 |                |                                        |                                        |                                        |  |  |                                  |                                  |                                  |
|  |                                            | Mark Davis                                 | 2                                          |                 |                |                                        |                                        |                                        |  |  |                                  |                                  |                                  |
|  |                                            | Mark Davis                                 | 2                                          |                 | Stephen Lee    | 4                                      |                                        |                                        |  |  |                                  |                                  |                                  |
|  |                                            |                                            |                                            |                 | Stephen Lee    | 4                                      |                                        |                                        |  |  |                                  |                                  |                                  |
|  |                                            |                                            | Joe Jogia                                  | 1               |                |                                        |                                        |                                        |  |  |                                  |                                  |                                  |
|  |                                            | Joe Jogia                                  | Joe Jogia                                  | 1               | 4              |                                        |                                        |                                        |  |  |                                  |                                  |                                  |
|  |                                            | Joe Jogia                                  |                                            |                 | 4              |                                        |                                        |                                        |  |  |                                  |                                  |                                  |
|  |                                            | Liu Chuang                                 | 2                                          |                 |                |                                        |                                        |                                        |  |  |                                  |                                  |                                  |
|  |                                            |                                            |                                            |                 |                |                                        |                                        |                                        |  |  |                                  | Stephen Lee                      | 4                                |
|  |                                            |                                            |                                            | Stephen Maguire | 2              |                                        |                                        |                                        |  |  |                                  |                                  |                                  |
|  |                                            | Liam Highfield                             | 4                                          |                 |                |                                        |                                        |                                        |  |  |                                  |                                  |                                  |
|  |                                            | Graeme Dott                                | 3                                          |                 |                |                                        |                                        |                                        |  |  |                                  |                                  |                                  |
|  |                                            | Graeme Dott                                | 3                                          |                 | Liam Highfield | 2                                      |                                        |                                        |  |  |                                  |                                  |                                  |
|  |                                            |                                            |                                            |                 | Liam Highfield | 2                                      |                                        |                                        |  |  |                                  |                                  |                                  |
|  |                                            |                                            | Stephen Maguire                            | 4               |                |                                        |                                        |                                        |  |  |                                  |                                  |                                  |
|  |                                            | Stephen Maguire                            | Stephen Maguire                            | 4               | 4              |                                        |                                        |                                        |  |  |                                  |                                  |                                  |
|  |                                            | Stephen Maguire                            |                                            |                 | 4              |                                        |                                        |                                        |  |  |                                  |                                  |                                  |
|  |                                            | Anthony Hamilton                           | 2                                          |                 |                |                                        |                                        |                                        |  |  |                                  |                                  |                                  |

## Finale
| Finale au meilleur des 7 manches Arbitre : ??? |                          |                        |
| Stephen Lee Angleterre                         | 4 - 2 ( - )              | Stephen Maguire Écosse |
| 0 68                                           | Centuries Meilleur break | 0 56                   |
| Stephen Lee remporte la Coupe MIUS 2010        |                          |                        |